# Foam Magazine
Foam Magazine is een internationaal, Engelstalig fotografiemagazine dat in 2001 is opgericht door Foam Fotografiemuseum Amsterdam en branding agency Vandejong Amsterdam. Het magazine verschijnt vier keer per jaar en wordt gedistribueerd in 25 landen. Vanaf 2003 presenteert het magazine in iedere editie acht portfolio’s van fotografen rond een thema. Ieder portfolio is op een ander type papier geprint.
Er is aandacht voor alle facetten van fotografie, van documentaire tot mode, van hedendaags tot historisch en van wereldberoemd tot opkomend talent. Werk uit Foam Magazine wordt met enige regelmaat geëxposeerd in Foam.

## Foam Talent
Foam Magazine geeft ieder jaar een talentnummer uit, waarvoor jong onbekend fotografietalent tot 35 jaar oud zelf zijn werk kan insturen. Zestien van hen krijgen de kans hun werk te laten zien in het magazine. In 2010 kwamen er ongeveer 1.000 aanmeldingen binnen.

## Prijzen
Foam Magazine heeft in zijn bestaan diverse prijzen gewonnen:
- ADCN Silverlamp
- A Distinctive Merit Award of the New York Art Directors Club
- D&D Award in categorie, ‘Magazine & Newspaper Design’
- Lucie Award Nominations in the categorie ‘Best Photography Magazine of the Year’ ieder jaar van 2008 t/m 2013

## Distributie
Foam Magazine is verkrijgbaar in de volgende landen:

#### Europa
Nederland, België, Frankrijk, Groot-Brittannië, Zwitserland, Oostenrijk, Denemarken, Finland, Zweden, Polen, Portugal, Spanje, Italië, Griekenland

#### Rest van de wereld
Verenigde Staten, Canada, Thailand, Hong Kong, Taiwan, Korea, Japan, Libanon, Singapore, Turkije, Zuid-Afrika, Australië en Nieuw-Zeeland.

## Hoogtepunten portfolio’s

##### 2003
- Mario Testino
- Peter Grasner
- Joan Fontcuberta

##### 2004
- Sophie Calle
- Marnix Goossens
- Peter Fraser

##### 2005
- Nobuyoshi Araki/Daido Moriyama
- Raymond Depardon
- Tom Wood

##### 2006
- Jessica Dimmock
- Joel Sternfeld
- Stephen Gill

##### 2007
- Raphaël Dallaporta
- Taryn Simon
- Inez van Lamsweerde & Vinoodh Matadin

##### 2008
- Masao Yamamoto
- Thomas Demond
- Peter Hugo

##### 2009
- Jim Goldberg
- Jessica Beckhaus
- Andrey Torkovsky

##### 2010
- Joel Sternfeld
- Tim Hetherington
- Takashi Homma

##### 2011
- Inge Morath
- Mikhael Subotzky